# 蓼科山
蓼科山（たてしなやま）は、八ヶ岳連峰の北端に位置する標高2,531 mの火山。コニーデと呼ばれる台地状の火山に、円錐型のトロイデを重ねた複式火山。諏訪から仰ぐと優美な円錐型に見えることから、諏訪富士の別名も持つ。山体は八ヶ岳中信高原国定公園に含まれる。日本百名山のひとつ。途中（七合目）には将軍平がある。

## 特徴
頂上部はブロック状の溶岩で覆われており、樹林が育たず360度の展望がある。また、頂上には蓼科神社の奥社があり、登山口にあたる七合目にその鳥居が立つ。この山域では針葉樹林帯が帯状に枯れる縞枯れ現象が見られるが、この山でも南西斜面にのみこの現象が現れている。
蓼科山は八ヶ岳連峰の最北端に位置する。蓼科山は成層火山によって生まれた山で、円錐型の姿が特徴。これは富士山や鳥海山などと同じ特徴。山頂からは八ヶ岳連峰、浅間山、霧ヶ峰、美ヶ原、北アルプスの眺望を360度で楽しめる。

## 伝承
武居夷神（たけいえみしのかみ）
神代の頃、諏訪に建御名方神が入ってくると、武居夷神は建御名方神に諏訪の国を譲り、自らは蓼科山の上に登ったという。
ビジンサマ
蓼科山にはビジンサマという名のものが住んでいるという伝承がある。姿は球状で、黒い雲に包まれ、下には赤や青の紙細工のようなびらびらしたものが下がっており、空中を飛ぶ。これが山を通る日には人々は山仕事をやめるという。山神信仰において、山神の祭日に山仕事をやめる風習がしばしば見られることから、このビジンサマも山神の類と解釈されている。

## 周辺にある山小屋
• 蓼科山頂ヒュッテ
蓼科山山頂の東南端にあり、標高2,520 m、頂上三角点まで約3分。
 • 蓼科山荘
山頂の北東、標高2,350 mの将軍平にあり、頂上まで約40分。
 • 大河原ヒュッテ
大河原峠の標高2,100 mにあり、頂上まで約2時間から2時間30分。

## 画像

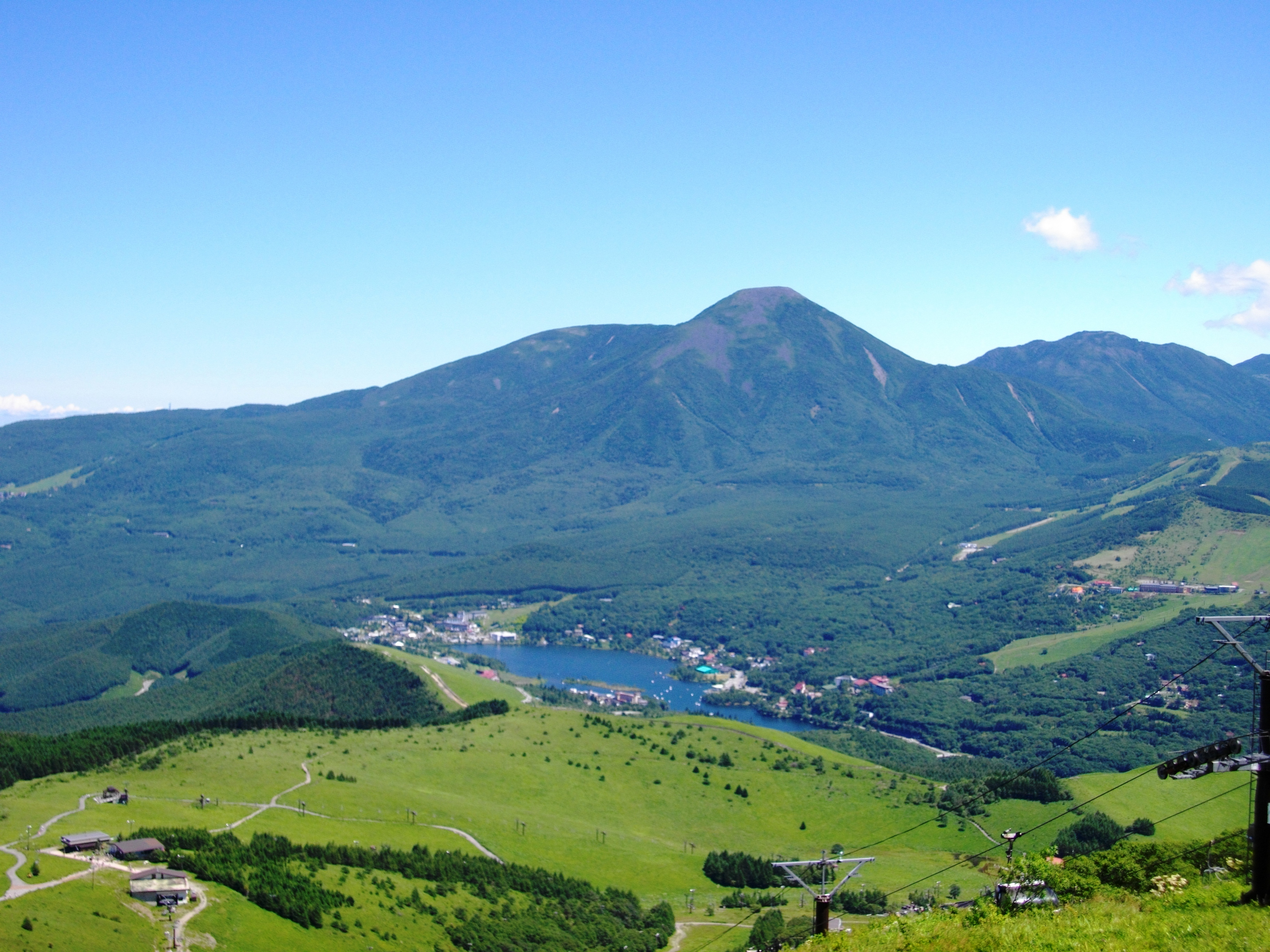
西から
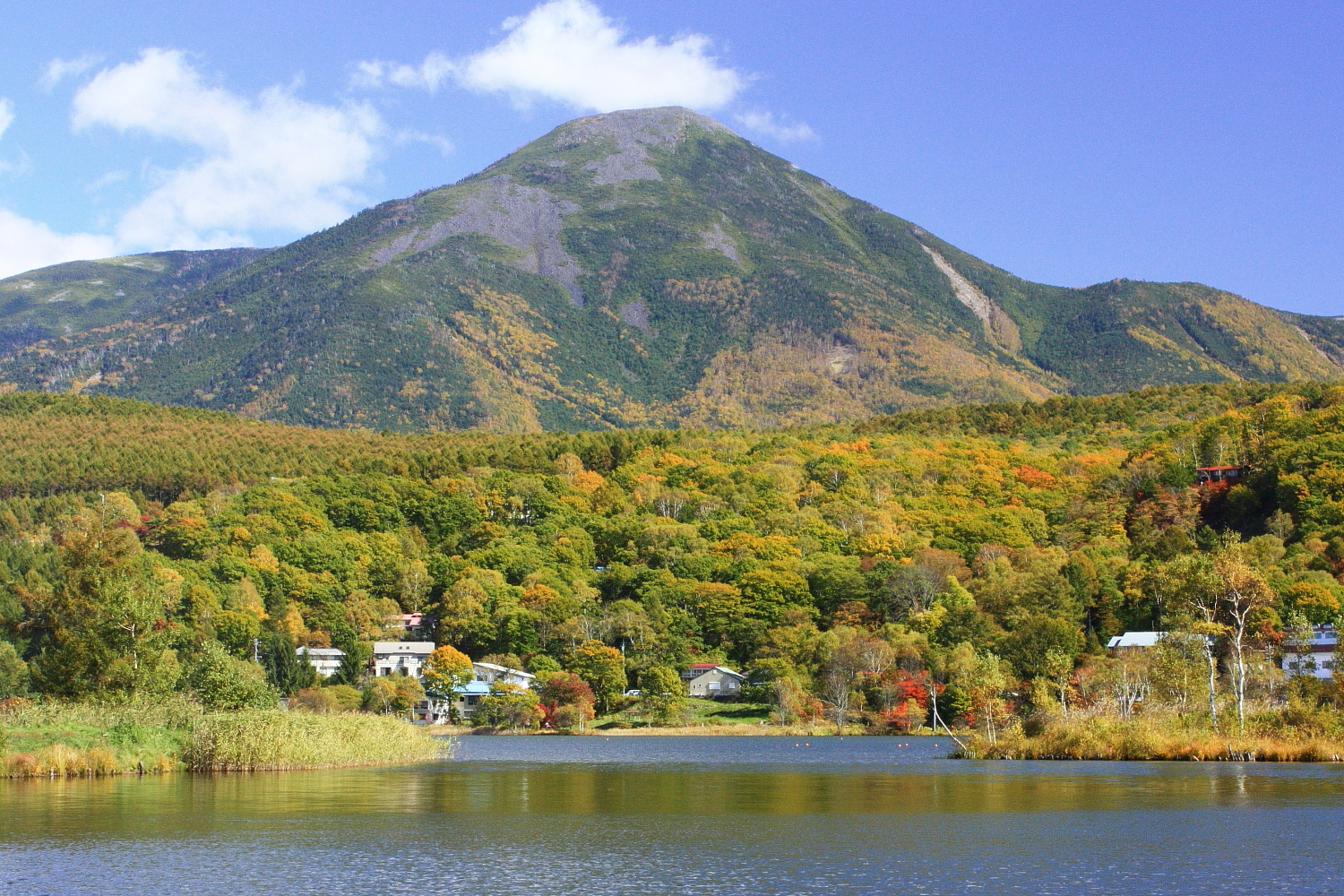
西から白樺湖と
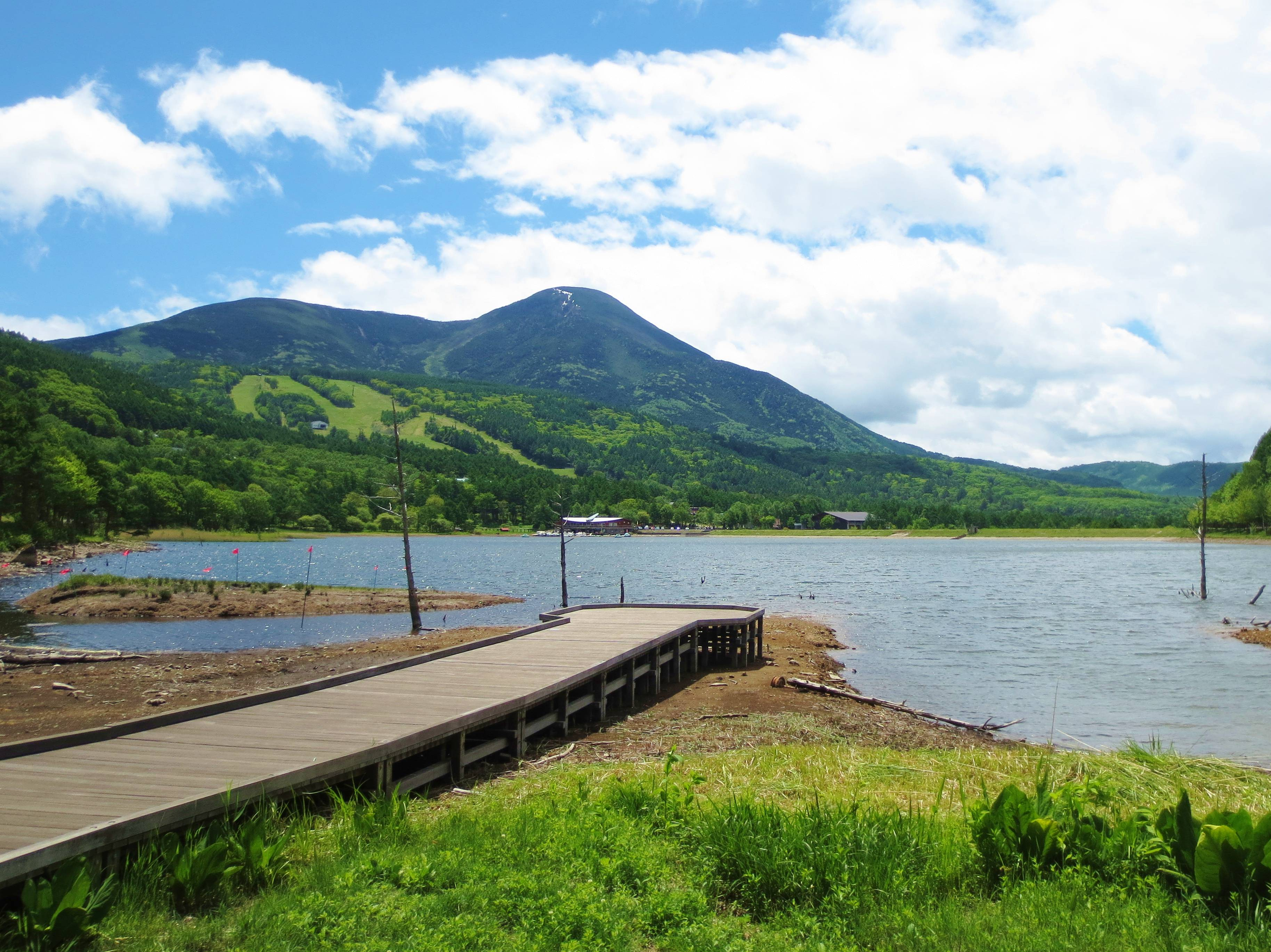
北西から女神湖と
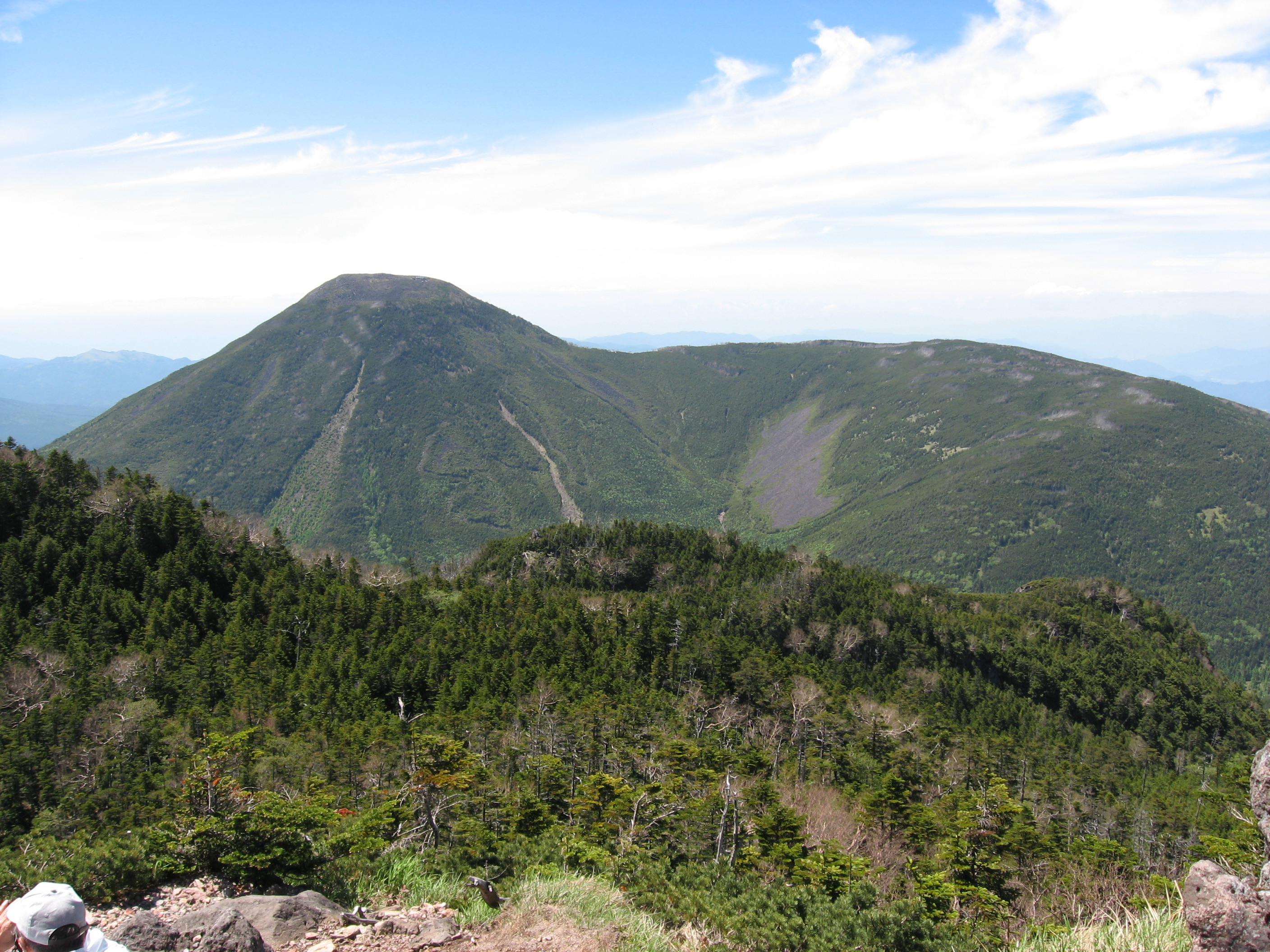
南東の北横岳から
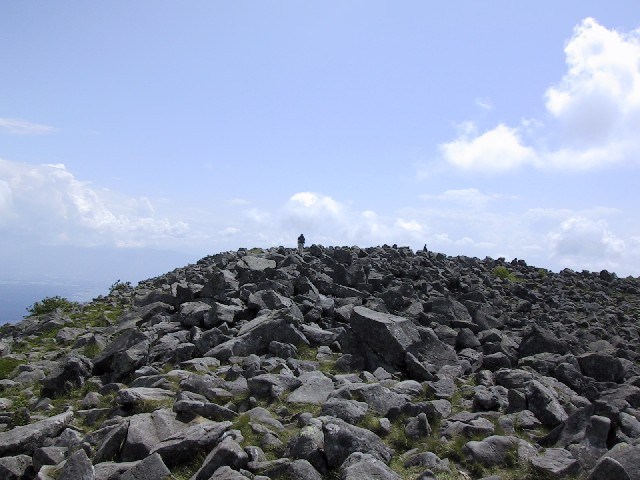
山頂部

### 眺望

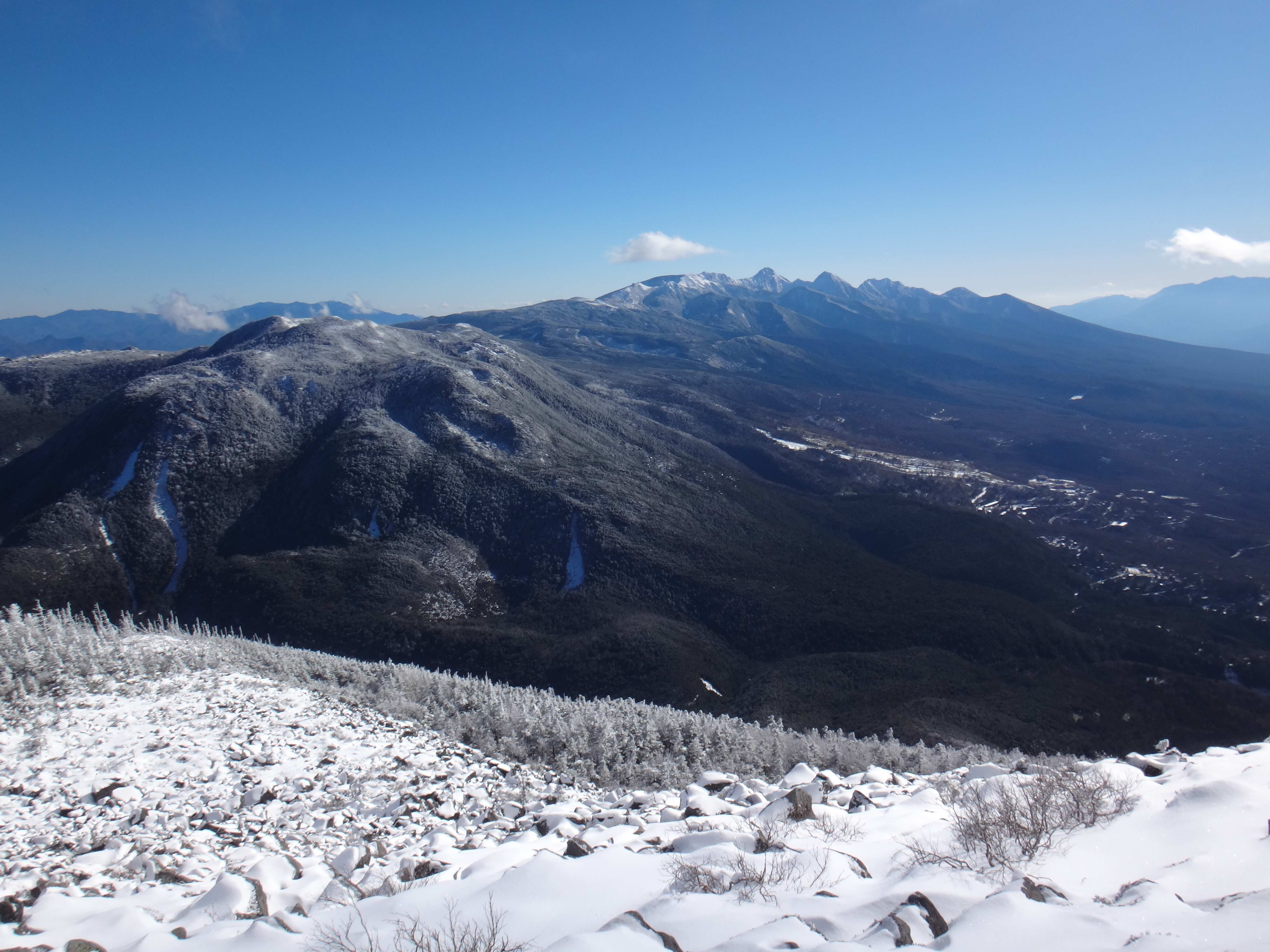
南南東に八ヶ岳
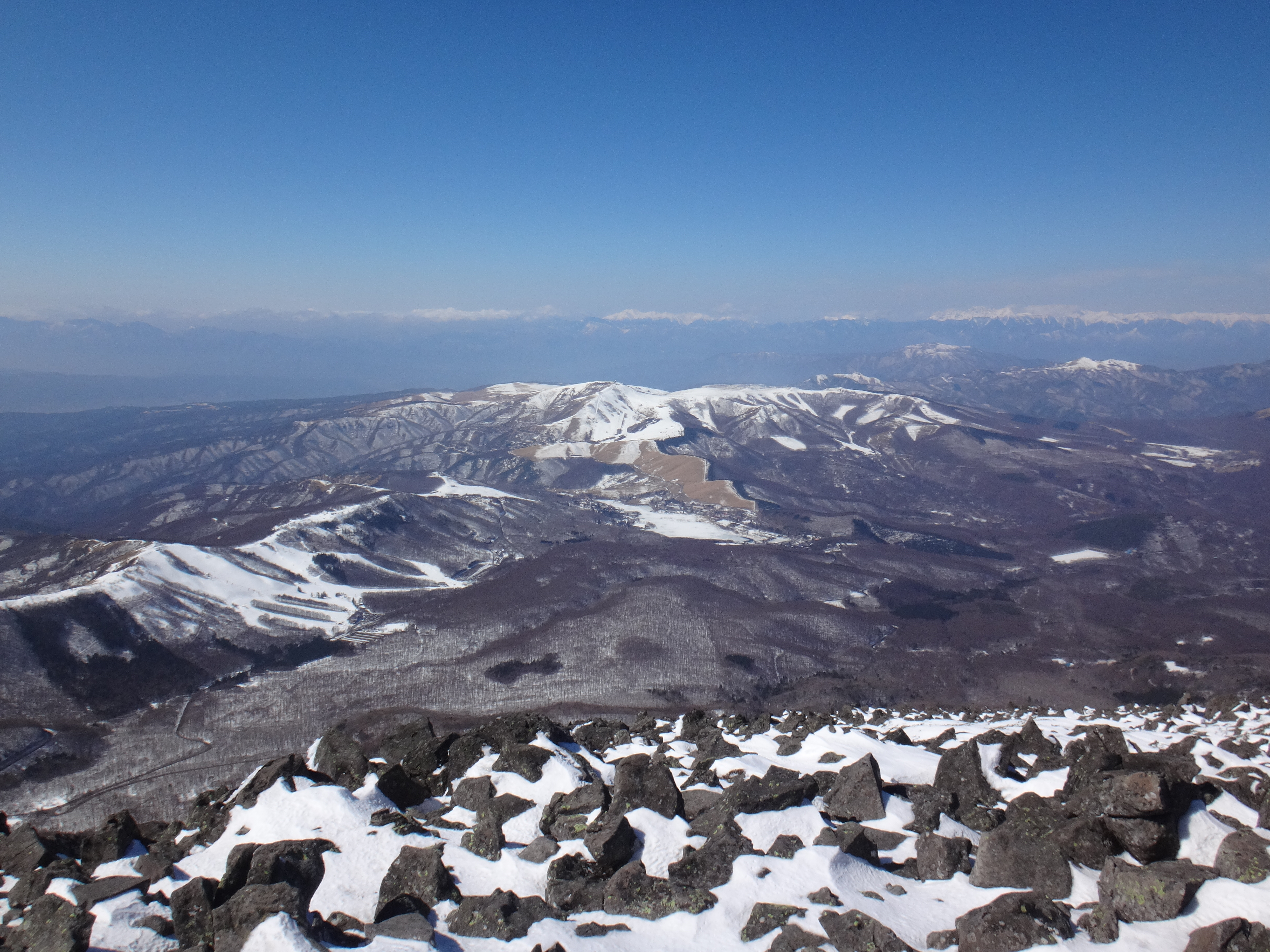
西に霧ヶ峰
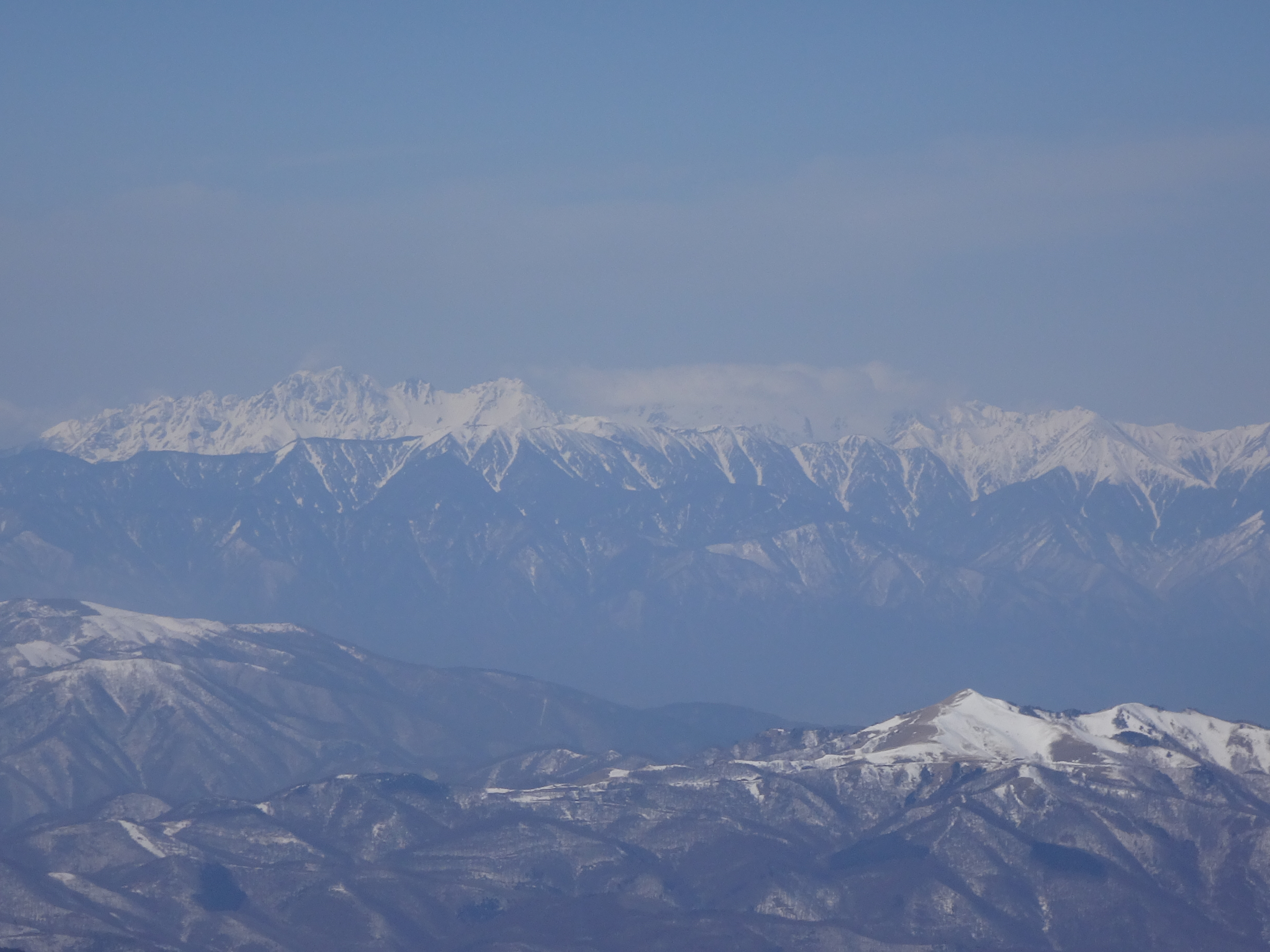
西北西に穂高連峰と常念岳
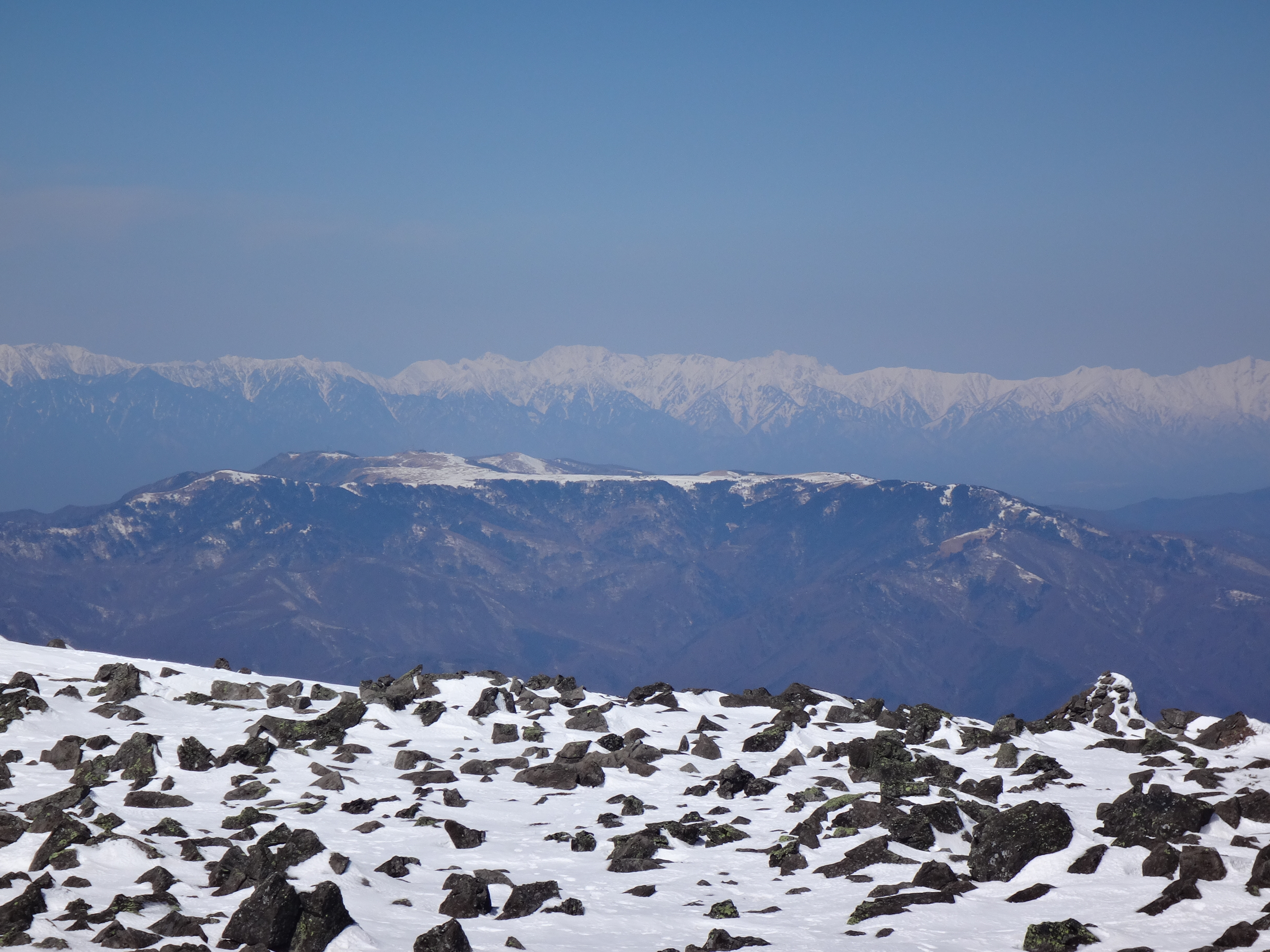
北西に美ヶ原
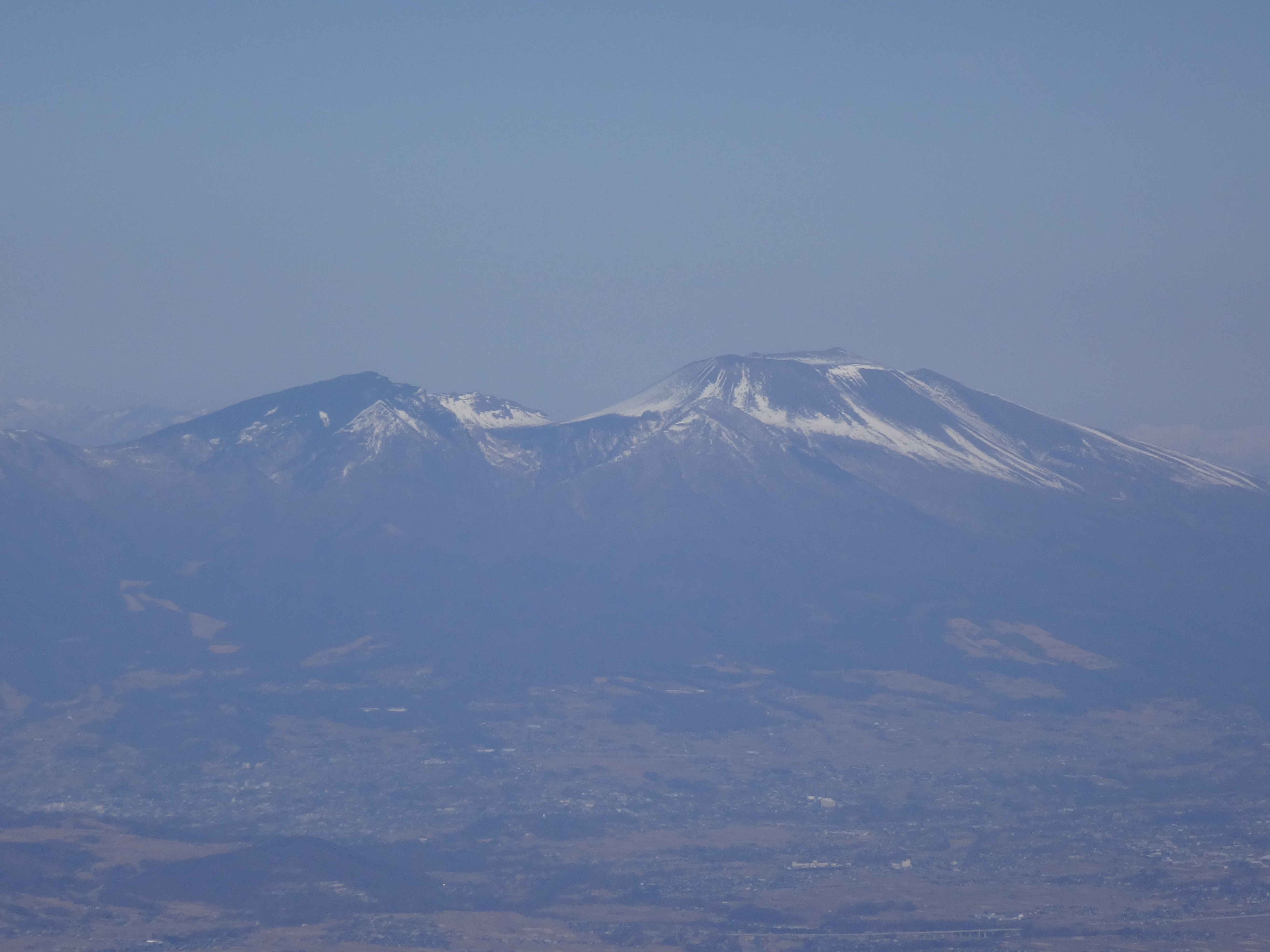
北北東に浅間山

## 隣接する山
- 八ヶ岳
- 八子ヶ峰
- 霧ヶ峰